# Веттерстрём, Ханс
Ханс Рольф Ве́ттерстрём (швед. Hans Rolf Wetterström; 11 декабря 1923, Нючёпинг — 17 ноября 1980, там же) — шведский гребец-байдарочник, выступал за сборную Швеции в конце 1940-х — середине 1950-х годов. Участник трёх летних Олимпийских игр, чемпион Олимпийских игр в Лондоне, серебряный призёр Олимпийских игр в Хельсинки, двукратный чемпион мира, многократный победитель и призёр регат национального значения.

## Биография
Ханс Веттерстрём родился 11 декабря 1923 года в Нючёпинге. Увлёкшись греблей на байдарках и каноэ, проходил подготовку в местном спортивном клубе Nyköpings.
Первого серьёзного успеха на взрослом международном уровне добился в сезоне 1948 года, когда попал в основной состав шведской национальной сборной и благодаря череде удачных выступлений удостоился права защищать честь страны на летних Олимпийских играх 1948 года в Лондоне. Стартовал здесь в паре с партнёром Гуннаром Окерлундом в двойках в гонке с раздельным стартом на десяти тысячах метрах — поскольку на узком гребном канале Хенли невозможно было дать старт одновременно пятнадцати экипажам, команды стартовали по очереди с интервалом в 30 секунд. В итоге шведская пара одержала уверенную победу над всеми остальными командами, опередив ближайших преследователей норвежцев более чем на 35 секунд, и завоевала тем самым золотые олимпийские медали.
Став олимпийским чемпионом, буквально через неделю Веттерстрём вновь выступал в Лондоне на проводимом здесь чемпионате мира — они с Окерлундом объединились с двумя другими чемпионами прошедшей Олимпиады, гребцами Хансом Берглундом и Леннартом Клингстрёмом, после чего одержали победу в состязаниях четырёхместных байдарок на дистанции 1000 метров (эта дисциплина в то время была неолимпийской, попав в программу Игр лишь в 1964 году на Олимпиаде в Токио).
В 1950 году Ханс Веттерстрём побывал на мировом первенстве в Копенгагене, откуда привёз награды золотого и серебряного достоинства, выигранные в зачёте двухместных байдарок на дистанции 10000 метров и в зачёте четырёхместных байдарок на дистанции 1000 метров, при этом его партнёрами были Гуннар Окерлунд, Эббе Фрик и Свен-Олов Шёделиус.
Будучи одним из лидеров гребной команды Швеции, благополучно прошёл квалификацию на Олимпийские игры 1952 года в Хельсинки. Вместе с тем же Гуннаром Окерлундом пытался повторить успех четырёхлетней давности в двойках на десяти километрах, однако на сей раз вынужден был довольствоваться серебряной наградой — на протяжении всей дистанции лидировали финны Курт Вирес и Юрьё Хиетанен, и хотя в концовке шведы предприняли попытку догнать их, отставание на финише составило 0,4 секунды. 
В 1954 году выступил на чемпионате мира во французском Маконе и стал здесь серебряным призёром в двойках на десятикилометровой дистанции. Позже отправился представлять страну на Олимпийских играх 1956 года в Мельбурне — вместе с новым напарником Карлом-Гуннаром Сундином на сей раз занял в двойках на десяти тысячах метрах лишь четвёртое место, немного не дотянув до призовых позиций — незадолго до финиша они выпали из лидирующей группы и в итоге уступили победившему венгерскому экипажу Ласло Фабиана и Яноша Ураньи более 29 секунд. Вскоре по окончании этих соревнований Веттерстрём принял решение завершить карьеру профессионального спортсмена.
Умер 17 ноября 1980 года в Нючёпинге в возрасте 56 лет.